# Almenno San Bartolomeo
Almenno San Bartolomeo là một đô thị ở tỉnh Bergamo in the Ý region Lombardia, có vị trí cách khoảng 45 km về phía đông bắc của Milano và khoảng 9 km về phía tây bắc của Bergamo.

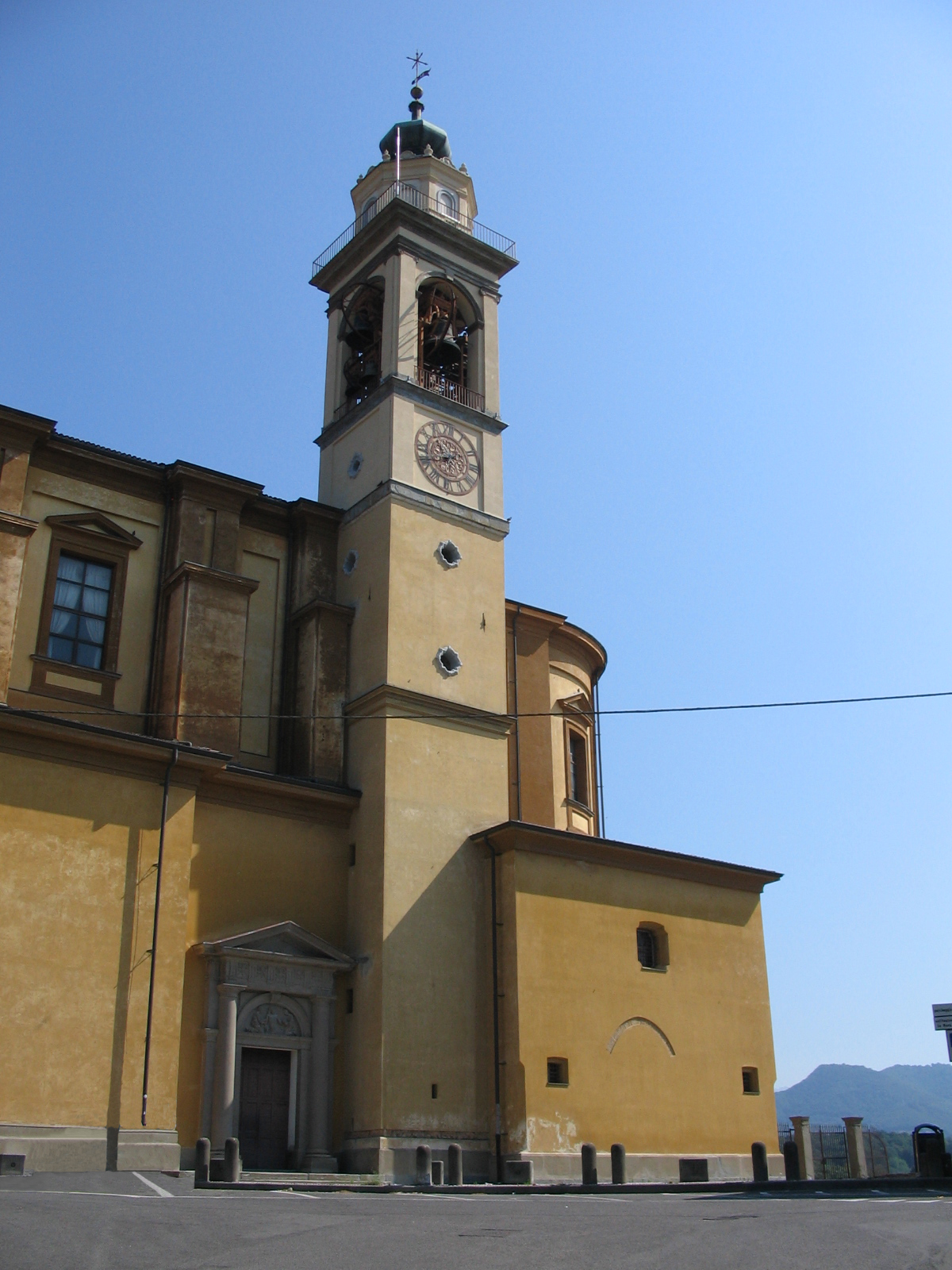
The church of San Bartolomeo di Tremozia.

Almenno San Bartolomeo giáp các đô thị: Almè, Almenno San Salvatore, Barzana, Brembate di Sopra, Paladina, Palazzago, Roncola, Strozza, Valbrembo.